# Christabel Pankhurst
Dame Christabel Harriette Pankhurst, DBE (Manchester, 22 de setembro de 1880 – Santa Monica, 13 de fevereiro de 1958), foi uma sufragista inglesa. Foi uma das fundadoras da Women's Social and Political Union (WSPU), coordernou ações militantes da organização a partir de Paris, onde se encontrava exilada, e apoiou a guerra contra a Alemanha. Após o fim da Primeira Guerra Mundial, Chirstabel mudou-se para os Estados Unidos onde se tornou numa evangelista do movimento do Segundo Advento.

## Primeiros anos
Christabel Pankhurst era a filha mais velha da líder do movimento sufragista no Reino Unido, Emmeline Pankhurst, e do advogado e socialista radical Richard Pankhurst. As suas irmãs mais novas, Sylvia e Adela Pankhurst também se tornaram sufragistas.
Nancy Ellen Rupprecht escreveu: "Ela era quase um modelo da filha mais velha de uma família da classe média. Tanto durante a infância, como na idade adulta, ela era bonita, inteligente, elegante, confiante, charmosa e carismática". Christabel tinha uma relação especial com os seus pais que lhe deram o nome em honra do poema "Christabel" de Samuel Taylor Coleridge.
Ao longo da sua vida, Christabel foi o braço direito da sua mãe e a sua morte, em 1928, foi devastadora para ela.

## Educação

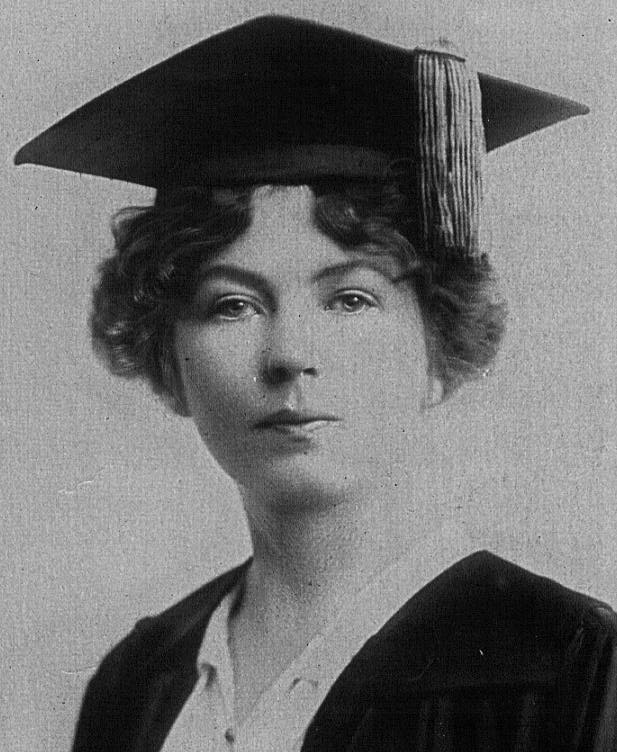
Christabel Pankhurst

Christabel foi educada em casa antes de começar a frequentar a Manchester High School for Girls, a mesma escola que as suas irmãs frequentaram. Depois de terminar os estudos nesta escola, Christabel conseguiu um lugar na Universidade de Manchester onde completou um curso de Direito com distinção. No entanto, uma vez que era mulher, não lhe foi permitido trabalhar como advogada.
Christabel viveu durante algum tempo em Genebra com um amigo da família, mas teve de regressar a casa pouco tempo depois para ajudar a sua mãe a criar os filhos no seguimento da morte do seu pai em 1898.

## Ativismo

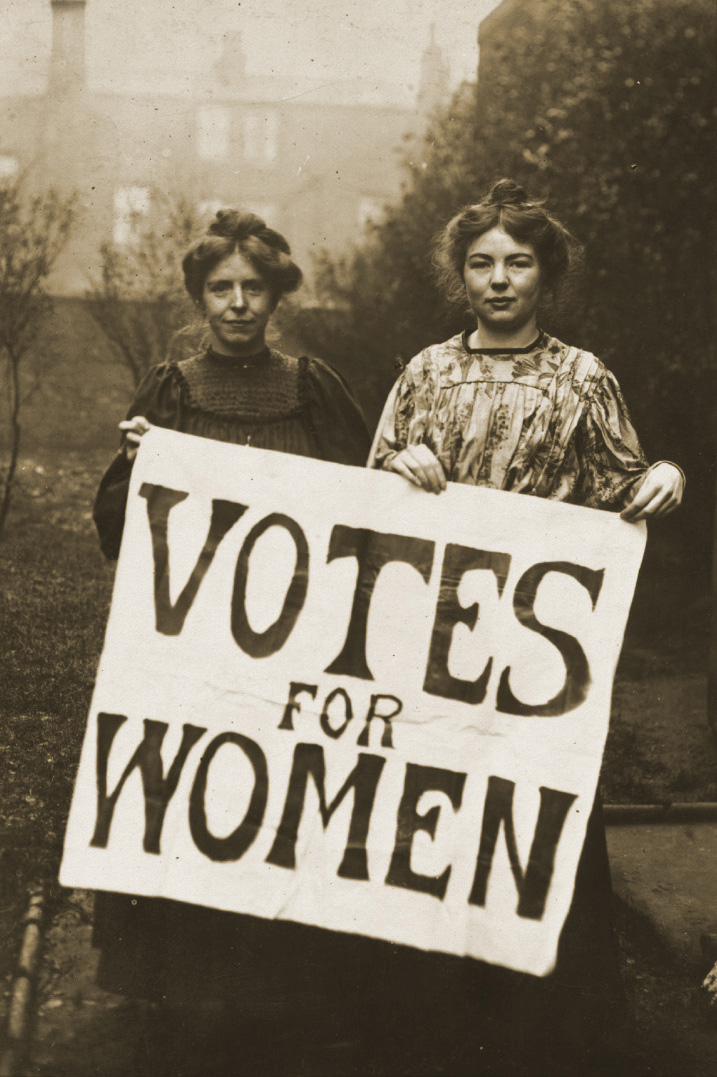
Christabel Pankhurst com Annie Kenney.

### Sufragista
Em 1905, Christabel interrompeu uma reunião do Partido Liberal para exigir o direito ao voto para as mulheres. Ela foi detida e, em conjunto com a sufragista Annie Kenney, preferiu ir para a prisão do que pagar uma multa. Este caso gerou muito interesse na imprensa e a Women's Social and Political Union ganhou bastantes membros após o seu julgamento. Emmeline Pankhurst tomou uma atitude mais militante após a prisão da sua filha e ela própria foi presa várias vezes.
Depois de conseguir o seu diploma de Direito em 1906, Christabel mudou-se para a sede da WSPU em Londres e foi nomeada secretária da organização. Ela recebeu a alcunha de "Rainha da Ralé" e voltou a ser presa em 1907 em Parliament Square e em 1909 em Bow Street. Entre 1913 e 1914, Christabel viveu em exílio em Paris para evitar a prisão nos termos do "Cat and Mouse Act".
Após o início da Primeira Guerra Mundial, Christabel regressou a Londres e voltou a ser presa. Desta vez, ela fez greve de fome e acabou por cumprir apenas 30 dias de uma sentença de três anos.
Christabel teve uma grande influência na fase "anti-masculina" da WSPU que se seguiu ao falhanço dos Projetos-de-Lei da Conciliação. Ela escreveu um livro intitulado The Great Scourge and How to End It sobre doenças sexualmente transmissíveis e como a igualdade de géneros poderia ajudar a combater as mesmas.
Christabel não se entendia com a sua irmã Sylvia. Sylvia era contra a caracterização da WSPU como uma organização de mulheres de classe média alta e contra as ações militantes, enquanto que Christabel as achava essenciais. Christabel era da opinião de que a causa do sufrágio feminino não devia associar-se a outras questões que afetavam as mulheres da classe trabalhadora. Ela achava que tal só iria prejudicar o movimento sufragista e que os problemas da classe trabalhadora poderiam ser resolvidos quando as mulheres tivessem direito ao voto.

### Primeira Guerra Mundial

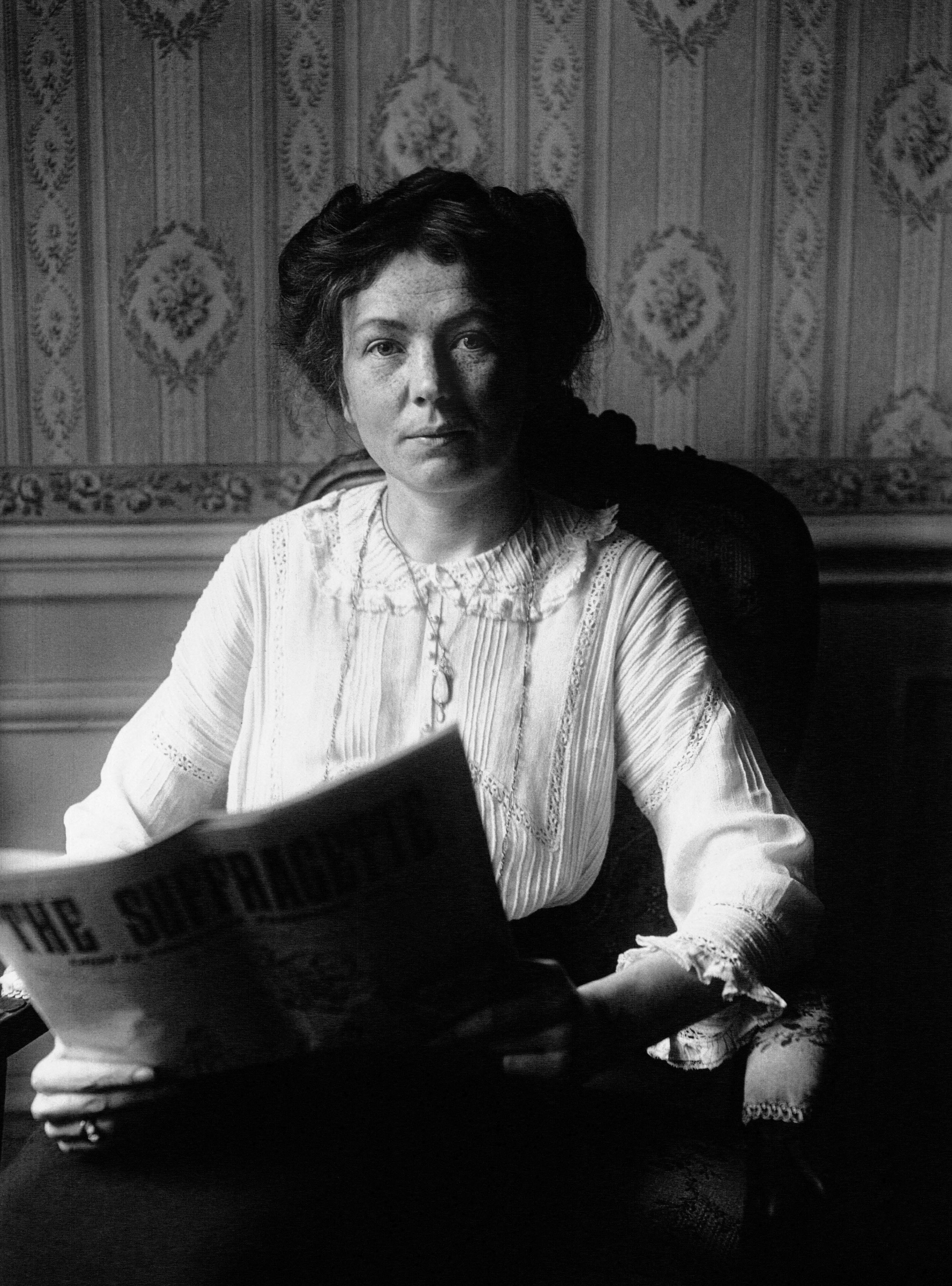
Christabel Pankhurst em 1912.

Christabel surgiu pela primeira vez em público no Reino Unido depois do seu exílio em Paris na London Opera House. Aí, discursou sobre "O Perigo Alemão", uma campanha liderada pela antiga secretária-geral da WSPU, Norah Dacre Fox em conjunto com a British Empire Union e o National Party. Christabel fez uma digressão pelo Reino Unido com Norah Dacre Fox para fazer discursos a favor do alistamento no exército. As suas apoiantes distribuiram penas brancas (consideradas um símbolo de covardia dos homens que não se alistaram no exército durante a guerra) a todos os jovens que encontravam em roupa civil. O jornal da WSPU, The Suffragette, voltou a ser publicado em 16 de abril de 1915 com textos a favor da guerra e, em 15 de outubro do mesmo ano, mudou o seu nome para Britannia. Christabel escrevia todas as semanas artigos para o jornal onde apelava à conscrição dos homens e à conscrição industrial das mulheres para o esforço de guerra. Ela também apelou à detenção de todos os inimigos do Reino Unido que fossem encontrados no país. Os apoiantes de Christabel chegaram a manifestar-se a favor desta medida no Hyde Park com cartazes que diziam "Detenham-nos a Todos". Christabel também fez campanha a favor de um bloqueio económico mais completo e abrangente de nações inimigas e neutras, argumentando que a guerra deveria ser de "atrito". Ela exigiu a demissão de Sir Edward Grey, Lord Robert Cecil e dos generais Sir William Robert e Sir Eyre Crowe por considerar que estes eram demasiado brandos.
Depois de as mulheres britânicas terem conquistado o sufrágio no final da Primeira Guerra Mundial, Christabel candidatou-se às eleições gerais de 1918 como candidata do Partido das Mulheres e em aliança com a Coligação Conservativa de Lloyd George na zona de Smethwick. Ela perdeu as eleições por uma pequena margem de 775 votos para o candidato do Partido Trabalhista, John Davison.

### Mudança para a Califórnia
Christabel deixou a Inglaterra em 1921 e mudou-se para os Estados Unidos, onde acabou por se tornar uma evangelista com ligações ao Plymouth Brethen (um movimento evangelista conservador) e um membro proeminente do movimento do Segundo Advento. Christabel escreveu vários textos e deu seminários sobre o Segundo Advento e tornou-se numa convidada regular de programas televisivos durante a década de 1950. Nos Estados Unidos tornou-se conhecida por ser uma combinação peculiar de "antiga sufragista revolucionária, cristã evangélica e quase um estereótipo da senhora inglesa educada". Christabel adotou uma menina na Califórnia a quem deu o nome de Betty depois de recuperar da morte da sua mãe.
Christabel regressou ao Reino Unido durante algum tempo na década de 1930 e foi nomeada Dame Commander da Ordem do Império Britânico em 1936. Ela regressou aos Estados Unidos após o início da Segunda Guerra Mundial e fixou-se em Los Angeles.

## Morte
Christabel faleceu no dia 13 de fevereiro de 1958 aos 77 anos quando se encontrava a descansar numa cadeira. A sua empregada doméstica encontrou o seu corpo e a sua causa de morte nunca foi divulgada. Ela foi enterrada no Woodlawn Cemetery em Santa Mónica na Califórnia.